# Zygogloea gemellipara
Zygogloea gemellipara är en svampart som beskrevs av P. Roberts 1994. Zygogloea gemellipara ingår i släktet Zygogloea, divisionen basidiesvampar och riket svampar.   Inga underarter finns listade i Catalogue of Life.